# 田中麻樹
田中 麻樹（たなか まき、1963年9月5日 - ）は、神奈川県出身の女優。劇団NLT所属。特技は日舞/ソシアルダンス。血液型はA型、身長は158cm、体重48kg。

## 出演歴
テレビ朝日　
- はぐれ刑事純情派
- エラいところに嫁いでしまった!

NHK
- NHK連続テレビ小説あぐり
- 大河ドラマ元禄繚乱 － 吉良家家中 役

### 映画
- 鏡心  医師 役
- 三人三色  医師 役

### 吹き替え
- 私はケイトリン 第42話
- チャームド3
- WITHOUT A TRACE/FBI 失踪者を追え! 第21話 - ロッシ 役
- 名探偵モンク 第1話

### 舞台
劇団NLT
- 宴会泥棒 残りの人生もあなたと － イローナ・チボール 役
- 山ほととぎすほしいまま － 住田夏子 役
- 近松心中物語
- 幸せの背くらべ
- 結婚記念日
- 創立記念日
- 喜劇 桜の園
- 細道

### CM
- ダイハツ ミラ
- 第一生命